# Art Ensemble of Chicago/Diskografie

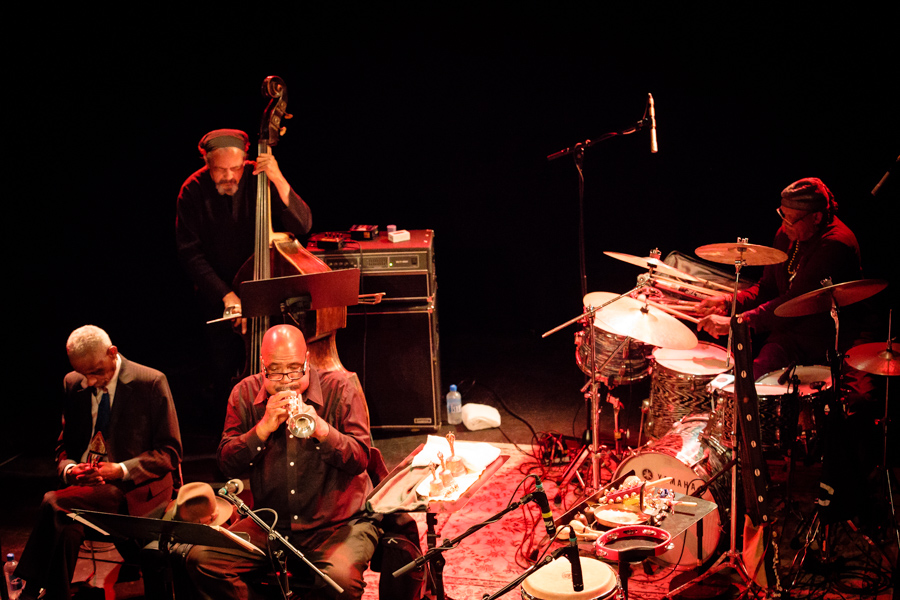
Kongsberg Jazzfestival (2017)

Diese Diskografie ist eine Übersicht über die veröffentlichten Tonträger des Ensembles Art Ensemble of Chicago. Sie umfasst die Alben unter eigenem Namen (Abschnitt 1), die Mitwirkung bei anderen Aufnahmen (Abschnitt 2) sowie Kompilationen (Abschnitt 3).

## Aufnahmen unter eigenem Namen
Dieser Abschnitt listet die vom Art Ensemble veröffentlichten LPs und CDs chronologisch nach Aufnahmedatum (auch andere Sortierungen, z. B. nach Veröffentlichungsjahr oder Musiklabel, lassen sich durch Anklicken der jeweiligen „Reiter“ erstellen).
| Album                                                        | Musiklabel                 | Aufnahme  | Veröffentlichung | Besetzung, Anmerkungen |
| ------------------------------------------------------------ | -------------------------- | --------- | ---------------- | --- |
| Lester Bowie/Art Ensemble                                    | Nessa                      | 1967      | 1993             | Lester Bowie (mit Roscoe Mitchell, Joseph Jarman, Malachi Favors) |
| Early Combinations                                           | Nessa                      | 1967      | 1993             | Art Ensemble: Lester Bowie, Roscoe Mitchell, Joseph Jarman, Malachi Favors, Charles Clark, Thurman Barker |
| A Jackson in Your House                                      | BYG Actuel/Metronome       | 1969      | 1969             | Lester Bowie, Roscoe Mitchell, Joseph Jarman, Malachi Favors |
| People in Sorrow                                             | Nessa/Pathé                | 1969      | 1969             | Lester Bowie, Roscoe Mitchell, Joseph Jarman, Malachi Favors |
| Great Black Music/Message to Our Folks                       | BYG                        | 1969      | 1969             | Lester Bowie, Roscoe Mitchell, Joseph Jarman, Malachi Favors |
| The Spiritual                                                | RCA/Freedom                | 1969      | 1972             | Lester Bowie, Roscoe Mitchell, Joseph Jarman, Malachi Favors |
| Tutankhamun                                                  | RCA/Freedom/Intercord      | 1969      | 1974             | Lester Bowie, Roscoe Mitchell, Joseph Jarman, Malachi Favors |
| Reese and the Smooth Ones                                    | BYG                        | 1969      | 1970             | Lester Bowie, Roscoe Mitchell, Joseph Jarman, Malachi Favors |
| Eda Wobu                                                     | JMY                        | 1969      | 1981             | Lester Bowie, Roscoe Mitchell, Joseph Jarman, Malachi Favors (Discogs zufolge Raubpressung) |
| Live Part 1                                                  | BYG                        | 1970      | 1975             | Lester Bowie, Roscoe Mitchell, Joseph Jarman, Malachi Favors (zunächst in zwei Teilen, seit 1980 als Doppelalbum bei Affinity/Charly; später als Live in Paris) |
| Live Part 2                                                  | BYG                        | 1969      | 1975             | Lester Bowie, Roscoe Mitchell, Joseph Jarman, Malachi Favors mit Fontella Bass (später mit Live Part 1 als Doppelalbum) |
| Certain Blacks                                               | America/Inner City         | 1970      | 1970             | Lester Bowie, Roscoe Mitchell (als Edward Mitchell, Jr.), Joseph Jarman, Chicago Beau, Julio Finn, Malachi Favors Maghostut, William A. Howell |
| Go Home                                                      | Galloway                   | 1970      | 1973             | Lester Bowie, Roscoe Mitchell, Joseph Jarman, Malachi Favors sowie auf einem Titel mit Ivan Jullien, Bernard Vitet, Ambrose Jackson, Raymond Katarzynski, Jean-Louis Chautemps, Alain Matot, D. Ventosa, Kenneth Terroade |
| Chi-Congo                                                    | Carson/Decca               | 1970      | 1972             | Lester Bowie, Roscoe Mitchell, Joseph Jarman, Malachi Favors Maghostut, Famoudou Don Moye |
| Les Stances à Sophie                                         | Pathé/Nessa                | 1970      | 1970             | Lester Bowie, Roscoe Mitchell, Joseph Jarman, Malachi Favors Maghostut, Don Moye, mit Fontella Bass |
| Art Ensemble of Chicago with Fontella Bass                   | America                    | 1970      | 1971             | Lester Bowie, Roscoe Mitchell, Joseph Jarman, Malachi Favors Maghostut, Famoudou Don Moye sowie Fontella Bass |
| Phase One                                                    | America/Prestige           | 1971      | 1971             | Lester Bowie, Roscoe Mitchell, Joseph Jarman, Malachi Favors Maghostut, Don Moye |
| Live at Mandel Hall                                          | Trio/Delmark               | 1972      | 1974             | Lester Bowie, Roscoe Mitchell, Joseph Jarman, Malachi Favors, Don Moye |
| Bap-Tizum                                                    | Atlantic                   | 1972      | 1973             | Lester Bowie, Roscoe Mitchell, Joseph Jarman, Malachi Favors Maghostut, Famoudou Don Moye; live beim Ann Arbor Blues and Jazz Festival |
| Fanfare for the Warriors                                     | Atlantic                   | 1973      | 1974             | Lester Bowie, Roscoe Mitchell, Joseph Jarman, Muhal Richard Abrams, Malachi Favors, Don Moye |
| Kabalaba                                                     | AECO                       | 1974      | 1978             | Lester Bowie, Roscoe Mitchell, Joseph Jarman, Muhal Richard Abrams, Malachi Favors Maghostut, Famoudou Don Moye, live beim Montreux Jazz Festival 1974 |
| Nice Guys                                                    | ECM Records                | 1978      | 1979             | Lester Bowie, Roscoe Mitchell, Joseph Jarman, Malachi Favors Maghostut, Famoudou Don Moye |
| Full Force                                                   | ECM                        | 1980      | 1980             | Lester Bowie, Roscoe Mitchell, Joseph Jarman, Malachi Favors Maghostut, Famoudou Don Moye; 1988 DDR-Lizenzausgabe bei Amiga |
| Urban Bushmen                                                | ECM                        | 1980      | 1982             | Lester Bowie, Roscoe Mitchell, Joseph Jarman, Malachi Favors Maghostut, Famoudou Don Moye (Live im Amerika-Haus München) |
| Among the People                                             | Praxis                     | 1980      | 1981             | Lester Bowie, Roscoe Mitchell, Joseph Jarman, Malachi Favors Maghostut, Famoudou Don Moye (ab 2001 als Live in Milano bei OpenDoors) |
| The Third Decade                                             | ECM                        | 1984      | 1985             | Lester Bowie, Roscoe Mitchell, Joseph Jarman, Malachi Favors Maghostut, Famoudou Don Moye |
| Live in Japan                                                | DIW                        | 1984      | 1985             | Lester Bowie, Roscoe Mitchell, Joseph Jarman, Malachi Favors Maghostut, Famoudou Don Moye (live in der Kanihoken Hall, Gotanda, Tokyo; seit 1988 auch als Doppelalbum The Complete Live In Japan) |
| Complete Live in Japan ’84                                   | DIW Records                | 1984      | 1988             | Lester Bowie, Roscoe Mitchell, Joseph Jarman, Malachi Favors Maghostut, Famoudou Don Moye |
| Naked                                                        | DIW                        | 1985      | 1986             | Lester Bowie, Roscoe Mitchell, Joseph Jarman, Malachi Favors Maghostut, Famoudou Don Moye |
| Ancient to the Future: Dreaming of the Masters Series Vol. 1 | DIW                        | 1987      | 1987             | Lester Bowie, Roscoe Mitchell, Joseph Jarman, Malachi Favors Maghostut, Famoudou Don Moye sowie Bahnamous Bowie |
| The Alternate Express                                        | DIW                        | 1989      | 1989             | Lester Bowie, Roscoe Mitchell, Joseph Jarman, Malachi Favors Maghostut, Famoudou Don Moye |
| Live in Berlin                                               | WestWind                   | 1989      | 1998             | Lester Bowie, Roscoe Mitchell, Joseph Jarman, Famoudou Don Moye, Malachi Favors Maghostut (Live-Mitschnitt vom Rundfunk der DDR, vermutlich Raubpressung, da falsche Titelangaben) |
| Art Ensemble of Soweto                                       | DIW                        | 1990      | 1990             | Art Ensemble of Chicago with Amabutho: Lester Bowie, Roscoe Mitchell, Joseph Jarman, Malachi Favors Maghostut, Famoudou Don Moye, Amabutho (südafrikanisches Vokalquintett) |
| Dreaming of the Masters Suite                                | DIW                        | 1990      | 1991             | Lester Bowie, Roscoe Mitchell, Joseph Jarman, Malachi Favors Maghostut, Famoudou Don Moye |
| Live at the Tokyo Music Joy ’90                              | DIW                        | 1990      | 1990             | Art Ensemble of Chicago (Lester Bowie, Roscoe Mitchell, Joseph Jarman, Malachi Favors Maghostut, Famoudou Don Moye) & Lester Bowie’s Brass Fantasy (teils spielen die Gruppen getrennt, teils zusammen) |
| Art Ensemble of Soweto: America – South Africa               | DIW                        | 1990      | 1991             | Art Ensemble of Chicago with Amabutho: Lester Bowie, Roscoe Mitchell, Joseph Jarman, Malachi Favors Maghostut, Famoudou Don Moye, Amabutho (südafrikanischer Männerchor) |
| Thelonious Sphere Monk (Dreaming of the Masters Vol. 2)      | DIW/Columbia               | 1991      |                  | Art Ensemble of Chicago mit Cecil Taylor |
| Fundamental Destiny                                          | AECO                       | 1991      | 2007             | Art Ensemble of Chicago mit Don Pullen; live beim Jazzfestival Frankfurt |
| Salutes the Chicago Blues Tradition                          | AECO                       | 1993      | 1993             | Lester Bowie, Frank Lacy, Joseph Jarman, Roscoe Mitchell, James Carter, Chicago Beau, Amina Claudine Myers, Herb Walker, Malachi Favors Maghostut, Famoudou Don Moye (live in Genf) |
| Coming Home Jamaica                                          | Birdology/Warner, Atlantic | 1995–1996 | 1998             | Lester Bowie, Roscoe Mitchell, Famoudou Don Moye, Malachi Favors Maghostut |
| Zero Sun No Point (Dedicated to Mynona & Sun Ra)             | Leo Records                | 1996      | 2001             | Hartmut Geerken & The Art Ensemble of Chicago (Lester Bowie, Roscoe Mitchell, Famoudou Don Moye, Malachi Favors Maghostut); zunächst als zwei Hörspielproduktionen für den Bayerischen Rundfunk aus dem Bayerischen Staatsschauspiel/Marstall München am 25. (null sonne) und 26. Oktober 1996 (no point)                                                                    |
| Urban Magic                                                  | AECO/Musica Jazz           | 1997      | 2003             | Lester Bowie, Roscoe Mitchell, Famoudou Don Moye, Malachi Favors Maghostut |
| Tribute to Lester                                            | ECM                        | 2001      | 2003             | Roscoe Mitchell, Famoudou Don Moye, Malachi Favors Maghostut |
| Peace Be unto You                                            | AECO                       | 2002      | 2008             | Art Ensemble of Chicago with Special Guest Fred Anderson: Roscoe Mitchell, Famoudou Don Moye, Malachi Favors Maghostut, Fred Anderson (live in Seattle) |
| Reunion: Live in Roma                                        | Il Manifesto               | 2003      | 2003             | Roscoe Mitchell, Joseph Jarman, Malachi Favors Maghostut, Famoudou Don Moye, Baba Sissoko |
| The Meeting                                                  | Pi Recordings              | 2003      | 2003             | Roscoe Mitchell, Joseph Jarman, Malachi Favors Maghostut, Famoudou Don Moye |
| Sirius Calling                                               | Pi Recordings              | 2003      | 2004             | Roscoe Mitchell, Joseph Jarman, Malachi Favors Maghostut, Famoudou Don Moye |
| Non-Cognitive Aspects of the City: Live at Iridium           | Pi Recordings              | 2004      | 2006             | mit Corey Wilkes, Roscoe Mitchell, Joseph Jarman, Jaribu Shahid, Famoudou Don Moye |
| We Are on the Edge: A 50th Anniversary Celebration           | Pi Recordings              | 2018      | 2019             | mit Roscoe Mitchell, Famoudou Don Moye, Nicole Mitchell, Tomeka Reid, Moor Mother (Camae Ayewa), Christina Wheeler, Silvia Bolognesi, Junius Paul, Jaribu Shahid, Jean Cook, Rodolfo Cordova-Lebron, Hugh Ragin, Fred Berry, Edward Yoon Kwon, Dudù Kouaté, Enoch Williamson, Titos Sompa, Stephen Rush (Moor Mother, Rodolfo Cordova-Lebron und Dudù Kouaté nur auf Disk 1) |
| The Sixth Decade: From Paris to Paris                        | RogueArt                   | 2020      | 2023             | mit Roscoe Mitchell, Famoudou Don Moye, Hugh Ragin, Simon Sieger, Nicole Mitchell, Brett Carson, Tomeka Reid, Jaribu Shahid, Silvia Bolognesi, Junius Paul, Babu Atiba, Doussou Touré, Dudù Kouaté, Enoch Williamson, Erina Newkirk, Roco Córdova, Jean Cook, Eddy Kwon, Moore Mother, Steed Cowart; Mitschnitt vom Festival Sons d’hiver 2020                               |

## Aufnahmen, an denen das Art Ensemble beteiligt war
| Album                                   | Künstler                                               | Musiklabel | Aufnahme | Veröffentlichung | Besetzung, Anmerkungen |
| --------------------------------------- | ------------------------------------------------------ | ---------- | -------- | ---------------- | --- |
| Comme à la radio                        | Brigitte Fontaine, Areski avec Art Ensemble of Chicago | Saravah    | 1969     | 1969             | |
| Je suis un Sauvage                      | Alfred Panou                                           | Saravah    | 1969     | 1970             | Alfred Panou mit Art Ensemble of Chicago (Lester Bowie, Roscoe Mitchell, Joseph Jarman, Malachi Favors; Single) |
| Gittin’ to Know Y’All                   | Lester Bowie & Baden-Baden Free Jazz Orchestra         | MPS        | 1969     | 1970             | SWR New Jazz Meeting, Baden-Baden mit (in unterschiedlichen Konstellationen) Lester Bowie, Kenny Wheeler, Hugh Steinmetz, Eje Thelin, Albert Mangelsdorff, Roscoe Mitchell, John Surman, Joseph Jarman, Willem Breuker, Bernt Rosengren, Alan Skidmore, Gerd Dudek, Heinz Sauer, Claude Delcloo, Terje Rypdal, Dave Burrell, Leo Cuypers, Palle Danielsson, Barre Phillips, Arjen Gorter, Steve McCall, Tony Oxley (dr, perc), Karin Krog (Die Musiker des Ensembles mit dem mehr als eine Plattenseite füllenden Titelstück; mit dem um das Art Ensemble gruppierte The Baden-Baden Free Jazz Orchestra, nur Jarman in einem weiteren fünfminütigem Stück mit einem Oktett um Terje Rypdal) |
| Born Free: The 12. German Jazz Festival | Various Artist                                         | Scout      | 1970     | 1970             | (in der Originalausgabe mit einem 10'-Auszug, in der CD-Box auf 35') mit dem um das Art Ensemble gruppierte European Free Jazz Orchestra (Lester Bowie, Michael Sell, Manfred Schoof, Frederic Rabold, Herbert Joos, Paul Rutherford, Albert Mangelsdorff, Günter Christmann, Gunter Hampel, Joachim Kühn, Dieter Scherf, Michael Thielpape, Joseph Jarman, Alfred Harth, Heinz Sauer, Gerd Dudek, Axel Hennies, Roscoe Mitchell, Gerhard König, Claus Bühler, Peter Stock, Malachi Favors, Rainer Grimm, Karin Krog, Jeanne Lee) |
| Seasons                                 | Alan Silva and The Celestrial Communication Orchestra  | BYG        | 1970     | BYG              | mit Alan Shorter, Lester Bowie, Bernard Vitet, Joseph Jarman, Roscoe Mitchell, Steve Lacy, Robin Kenyatta, Michel Portal, Ronnie Beer, Dave Burrell, Bobby Few, Joachim Kühn, Dieter Gewissler, Jouck Minor, Kent Carter, Irene Aebi, Malachi Favors Maghostut, Beb Guérin, Famoudou Don Moye, Jerome Cooper, Oliver Johnson (hier wirken zwar die damaligen Musiker des Art Ensemble mit, es ist aber keine Leistung dieses Kollektivs erkennbar) |

## Kompilationen
- The Paris Session (Arista/Freedom 1975, umfasst die Alben Tutankhamun und The Spiritual)
- 1969-1970 (EMI France 1990, umfasst die Alben People in Sorrow und Les Stances à Sophie)
- Selected Recordings (ECM 2002; zwei der acht Titel stammen von den ECM-Alben Lester Bowie: The Great Pretender und Roscoe Mitchell & the Note Factory: Nine to Get Ready)[4]
- The Art Ensemble (Nessa 1993, 5-CD-Box mit z. T. erstveröffentlichten Aufnahmen aus den Jahren 1967–68)[5]
- The Art Ensemble of Chicago & Associated Ensembles (ECM 2018, 21-CD-Box mit bereits veröffentlichten Aufnahmen aus den Jahren 1978–2015, auch von anderen Formationen von Lester Bowie und Roscoe Mitchell sowie von Wadada Leo Smith, Evan Parker und Jack DeJohnette + Buch mit 300 S.)
- The Pathé Sessions (EMI, 2002), Kompilation aus Stücken der Alben Les stances a Sophie und People in Sorrow.